# Volkswagen Polo I
La primera generación del Volkswagen Polo (código de fabricación Typ 86) era un automóvil de tres puertas del segmento B tipo Liftback de Volkswagen y originalmente la versión austera del mejor equipado Audi 50. Este llegó al mercado por primera vez en otoño de 1974, y se reajustó de nuevo a mediados de 1978.
Los motores eran todos "bloque pequeño" EA111 de cuatro cilindros en línea de gasolina y refrigerados por agua: un 0.8 litros de 34 CV, un 0.9 litros de 40 CV, un 1.1 litros de 50 o 60 CV, y un 1.3 litros de 60 CV. Las cajas de cambios eran todas manuales de cuatro marchas.

## Historia del modelo

### Generalidades

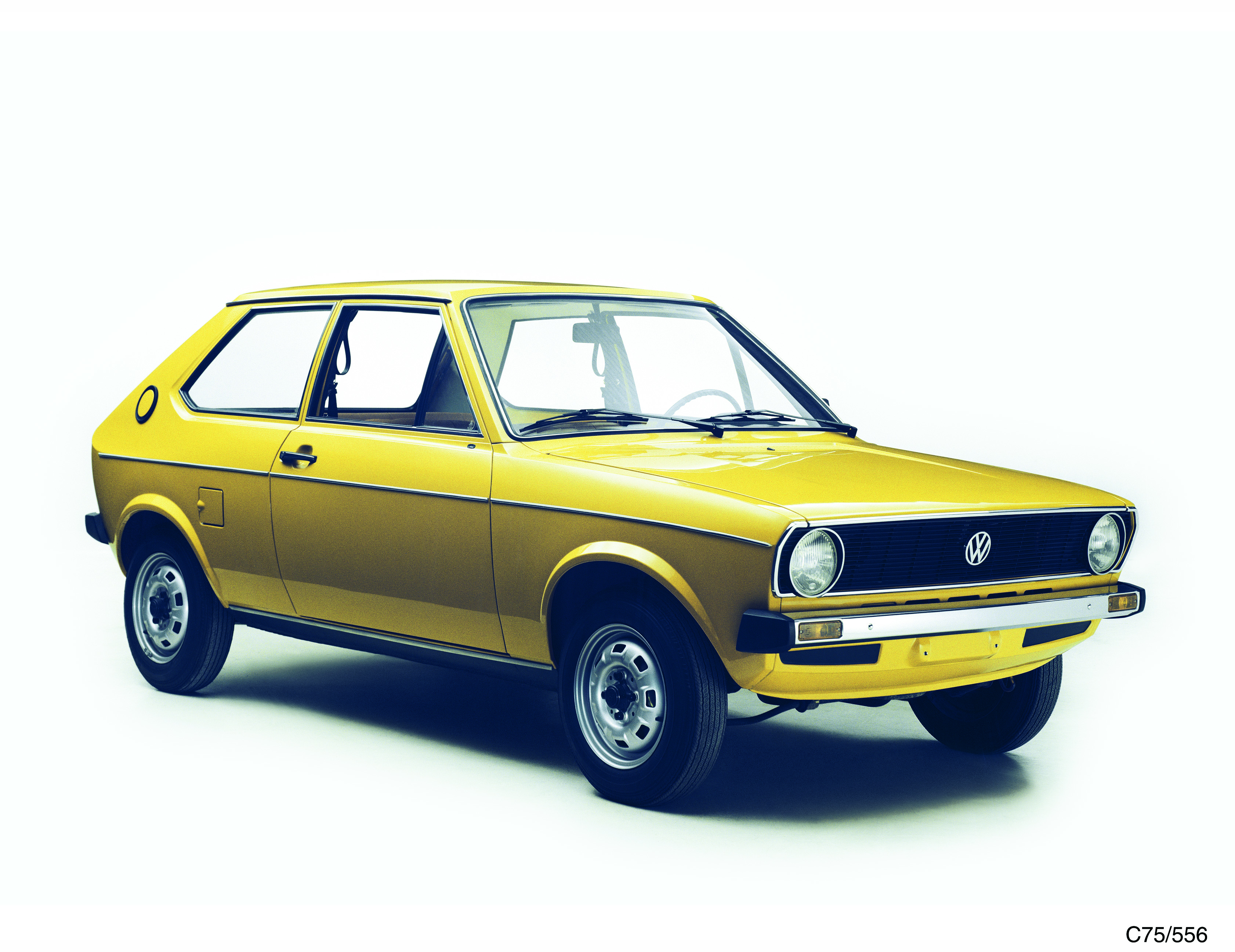
Dibujo de un VW Polo de primera generación.

El nombre Polo deriva del deporte del mismo nombre y está relacionado al nombre del Golf. El 10 de septiembre de 1974 se escogió el nombre Polo para el nuevo modelo en una reunión de consejo. Otras propuestas de nombre fueron Bonito, Euros, Mini-Golf y Pony. Bajo el nombre Bonito ya existía desde 1969 el Fiberfab FT Bonito y en 1975 la Hyundai Motor Company llevó el Hyundai Pony al mercado.
El 3. o el 5 de marzo de 1975 comenzó la producción en serie en la fábrica de Volkswagen en Wolfsburg, el 13 de marzo de 1975 se mostró abiertamente por primera vez el Polo en el Salón del Automóvil de Ginebra. A partir del 17 de marzo de 1975 Volkswagen presentó a la prensa el Polo durante una semana en el Salón Lindbergh del Hotel Holiday Inn en Hannover. Así mismo ese mes comenzó el lanzamiento en el mercado. En mayo de 1975 se entregaron los primeros vehículos a los clientes.
El primer modelo llevaba el código de fabricación Typ 86. El Polo estuvo disponible únicamente como liftback tres puertas en los niveles de equipo Basis, L, S, LS, LX (solo para su exportación), CLS, GLS, GT y Formel E. Adicionalmente se ofreció a partir de febrero de 1977 una variante sedán bajo el nombre de Volkswagen Derby.
La configuración básica inicialmente fue muy escasamente equipada. Los paneles de las puertas eran de cartón, del lado del copiloto faltaba el cilindro de cierre de la cerradura de la puerta, la iluminación interna del contacto de la puerta, el parasol y el asidero superior. Desde el comienzo hubo una variante de equipamiento Polo L, en cuya presentación era casi idéntica a la del Audi 50. A la vez que Audi fue abandonado el segmento de los vehículos pequeños, se revalorizó gradualmente el Polo. El mejor equipado Polo GLS llegó en agosto de 1978.

### Rediseño
En febrero de 1979 (en AutoRAI, Ámsterdam) llegó un rediseño, que incluyó la parrilla y los parachoques (a partir de ahora de plástico). El cuadro de mandos también se rediseñó, con una moldura de imitación de madera que comprende y alcanza un compartimento para guardar objetos. Con este rediseño llegó al mercado el Polo GT con 60 PS de potencia.
En enero de 1981 llegó al mercado la versión ahorradora Formel E con caja 3+E, ya en junio de 1981 se equipó al Polo I.
|                     |
| VW Polo (1979–1981) |

|               |
| Vista trasera |

|                        |
| VW Polo GT (1979–1981) |

|                                     |
| Acabado para la Deutsche Bundespost |

|                                     |
| Acabado para la Deutsche Bundespost |

## Motorizaciones
| Periodo                        | 1976-1977             | 1977-1981             | 1976-1981             | 1981                  | 1976-1977             | 1977-1981             |
| Tipo de motor                  | L4 8v, carburación    | L4 8v, carburación    | L4 8v, carburación    | L4 8v, carburación    | L4 8v, carburación    | L4 8v, carburación    |
| Cilindrada                     | 771 cm³               | 895 cm³               | 1093 cm³              | 1093 cm³              | 1093 cm³              | 1272 cm³              |
| Potencia máxima: CV (kW) @ rpm | 34 CV (25 kW) @ 6000  | 40 CV (29 kW) @ 5900  | 50 CV (37 kW) @ 5600  | 50 CV (37 kW) @ 5600  | 60 CV (44 kW) @ 6000  | 60 CV (44 kW) @ 5600  |
| Par máximo: Nm @ rpm           | 54 Nm @ 3500          | 61 Nm @ 3500          | 75 Nm @ 3500          | 80 Nm @ 3300          | 83 Nm @ 3500          | 93 Nm @ 3400          |
| Tracción                       | Delantera             | Delantera             | Delantera             | Delantera             | Delantera             | Delantera             |
| Transmisión                    | Manual, 4 velocidades | Manual, 4 velocidades | Manual, 4 velocidades | Manual, 4 velocidades | Manual, 4 velocidades | Manual, 4 velocidades |
| Peso                           | 700-730 kg            | 700-730 kg            | 700-730 kg            | 700-730 kg            | 700-730 kg            | 700-730 kg            |
| Aceleración 0–100 km/h         | 23 s                  | 21 s                  | 18 s                  | 17 s                  | 15 s                  | 15 s                  |
| Velocidad máxima               | 124 km/h              | 132-135 km/h          | 141-144 km/h          | 141-144 km/h          | 151 km/h              | 152 km/h              |
| Consumo combinado (L/100 km)   | 8.0                   | 8.5                   | 9.0                   | 8.5                   | 9.0                   | 10.0                  |

## Versiones

### Volkswagen Derby
El Volkswagen Derby es la versión sedán «con baúl» del Volkswagen Polo que se ha producido a partir de febrero de 1977, a base del Volkswagen Polo I/Audi 50. Existieron cuatro distintas generaciones de este modelo, estando las dos primeras únicamente disponibles como sedán 2 puertas, y la tercera y cuarta únicamente como sedán 4 puertas.